# 9473 Ghent
För andra betydelser, se Ghent (olika betydelser).
9473 Ghent eller 1998 OO14 är en asteroid i huvudbältet som upptäcktes den 26 juli 1998 av den belgiske astronomen Eric W. Elst vid La Silla-observatoriet. Den är uppkallad efter den belgiska staden Gent.
Asteroiden har en diameter på ungefär 3 kilometer.